# Derek Hodgkinson (cầu thủ bóng đá)
Derek John Hodgkinson (sinh ngày 30 tháng 4 năm 1944) là một cầu thủ bóng đá người Anh, thi đấu ở vị trí inside forward tại Football League cho Manchester City và Stockport County.